# Charles McKeown
Charles McKeown (uttal: [mə-kew-ən]), född 1946, är en brittisk skådespelare och manusförfattare. Han är mest känd för sitt samarbete med Terry Gilliam och de två träffades under inspelningen av Ett herrans liv (1979). Tillsammans har McKeown och Gilliam samarbetat på Ett herrans liv, Brazil, Baron Münchausens äventyr och The Imaginarium of Doctor Parnassus. Andra filmer McKeown har varit med och skrivit är Plunkett & Macleane och Ripley's Game; hans arbete på Batman förblev ouppmärksammat.